# 切斯特鎮區 (內布拉斯加州桑德斯縣)
切斯特鎮區（英語：Chester Township）是位於美國內布拉斯加州桑德斯縣的一個行政鎮區。

## 地方資料
切斯特鎮區的面積為77.22平方千米，當中陸地面積為76.69平方千米，而水域面積為0.53平方千米。根據2020年美國人口普查的數據，當地共有人口380人，而人口密度為每平方千米4.92人。